# Gjinar
Gjinar falu és alközség Albánia középső részén, a Shpat-hegység nyugati oldalán, Elbasantól légvonalban 14, közúton 23 kilométerre délkeleti irányban. Elbasan megyén és Elbasan községen belül Gjinar alközség központja, amelynek további települései Derstila, Kaferr, Lleshan (Lleshën), Lukan, Maskarth, Pashtresh, Pobrat, Sterstan (Stërstan), Valesh és Xibresh. A 2011-es népszámlálás alapján Gjinar alközség népessége 3478 fő. Lleshannál található Albánia egyik legnagyobb késő bronzkori erődített települése, emellett Gjinar közkedvelt hegyi üdülő.

## Fekvése
Gjinar alközség a Shpat-hegység nyugati vidéke, nagyrészt közép- és magashegységi terület. Legmagasabb pontja a Gjinar falutól északkeletre magasodó Bukanik-hegy (Maja e Bukanikut, 1830 m), amely egyúttal vízválasztó is: tőle nyugatra a Devoll folyóba ömlő kisebb vízfolyások – Zall i Gostimës (’Gostimai-kavicsos’), Mulen, Shushica stb. – völgyei szabdalják fel a fokozatosan alacsonyodó hegyvonulatokat, keleti oldalán pedig már a Shkumbinba futó vizek – Gostima-patak (Përroi i Gostimës) stb. – fakadnak. Elbasannal az aszfaltozott SH88-as főút köti össze Gjinart.

## Története és nevezetességei
A Lleshan keleti határában, egy 1190 méter tengerszint feletti magasságú hegycsúcson található erőd – a lleshani vár vagy Sziklavár (Kalaja e Gurit) – története a bronzkor kései szakaszáig megy vissza. Az itt élő közösség ekkor építette fel azokat a falakat, amelyek tovább bővülve a vaskorra egy feltételezhetően illír népesség protourbán településének nyújtottak védelmet. A 15 hektáron elterülő helység a későbbiekben részlegesen hellenilázódott, állattartással foglalkozó népessége egyes feltevések szerint az Artemisz-kultuszt követte. A mai Albánia területéről innen került elő az egyik legnagyobb, 3600 i. e. 3–2. századi veretet magában foglaló éremkincs. A lleshani ókori erődön kívül műemlékévdelem alatt álló várrom áll Valesh határában is. Az alközség további kiemelt jelentőségű műemléke a szintén Valeshban található Szent Péntek-templom (Kisha e Shën Premtës), amelynek belső falán a neves 16. századi festő, Onufri freskói is megtalálhatóak. A faluban található még az 1604-ben épült Szent Miklós-templom (Kisha e Shën Kollit), illetve építészetileg értékes a 18. századi sterstani Szent Kozma és Damján-templom (Kisha e Shën Kozmait dhe Damjanit).
Napjainkban az alközség legfőbb vonzereje a tölgy- és fenyőerdőkkel benőtt, 1000 hektáros természetvédelmi terület közepén fekvő Gjinar, melynek egy része hegyi üdülő. A falu központjában kávézók, éttermek és egy kisebb hotel várja a természet szerelmeseit.